# William R. Taylor

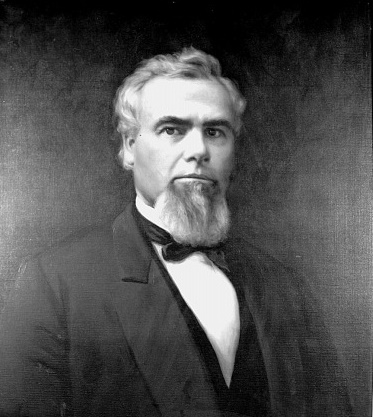
William R. Taylor

William Robert Taylor (* 10. Juli 1820 in Woodbury, Connecticut; † 17. März 1909 im Dane County, Wisconsin) war ein US-amerikanischer Politiker und von 1874 bis 1876 der zwölfte Gouverneur des Bundesstaates Wisconsin.

## Frühe Jahre und politischer Aufstieg
Nach dem frühen Tod seiner Eltern wuchs William Taylor als Waisenkind auf. Er wurde von Nachbarn erzogen, die ihn auf einer Farm im Staat New York unterbrachten. In seinen 20er-Jahren zog Taylor nach Ohio. Dort arbeitete er als Lehrer und Farmer. Zeitweise studierte er Medizin. Anschließend zog er nach Cottage Grove in Wisconsin. In seiner neuen Heimatgemeinde wurde er Mitglied und Vorsitzender des Gemeinderats. Er saß außerdem im Kreisrat des Dane County. Auch in diesem Gremium war er zeitweise Vorsitzender. Gleichzeitig war er Schulbeauftragter dieses Bezirks und Obmann für die Belange der ärmeren Bürger (Superintendent of the Poor).
Zwischen 1860 und 1874 war er Kurator eines Krankenhauses für geistig Behinderte in Mendota. Taylor war auch Mitglied und Präsident der landwirtschaftlichen Vereinigung von Wisconsin. Im Jahr 1854 wurde der Demokrat für ein Jahr in die Wisconsin State Assembly gewählt. Danach folgten zwei Jahre im Staatssenat. Während des Bürgerkrieges vertrat er politisch die Interessen des Nordens. Im Jahr 1873 wurde er als erster Demokrat seit 1856 zum Gouverneur von Wisconsin gewählt. Mit 55,2 Prozent der Stimmen besiegte er den republikanischen Amtsinhaber Cadwallader C. Washburn.

## Gouverneur von Wisconsin
Taylor trat seine zweijährige Amtszeit am 5. Januar 1874 an. Er setzte sich für Reformen und Sparmaßnahmen ein. So bezahlte er die Kosten für seine Amtseinführung aus eigener Tasche. Er war ebenso gegen Freikarten für Privilegierte bei der Eisenbahn wie gegen Gratis-Telegramme. Es gelang ihm, die Haushaltsausgaben zu senken. Teilweise war das aber auch ein Resultat eines Stellenabbaus im öffentlichen Dienst. Durch politischen Druck von Seiten des Parlaments und der Opposition sah er sich gezwungen, den Interessen der Eisenbahngesellschaften entgegenzukommen. Das isolierte ihn von seiner eigenen Partei. Dadurch war ihm eine erneute Wahl in das Amt des Gouverneurs verwehrt. Taylor verarmte so sehr, dass er auf die Wohlfahrt angewiesen war und in einem staatlichen Heim leben musste. Er starb im Jahr 1909. Er war mit Catherine Hurd verheiratet, mit der er drei Kinder hatte.
Nach ihm ist Taylor County in Wisconsin benannt.